# Krzysztof Piesiewicz
Krzysztof Marek Piesiewicz, född 25 oktober 1945 i Warszawa, är en polsk advokat, manusförfattare och politiker. 
Han är mest känd för sina samarbeten med filmregissören Krzysztof Kieślowski. Tillsammans skrev de manus till filmer som Dekalogen, Veronikas dubbelliv, Frihet - den blå filmen, Den vita filmen och Den röda filmen.
Krzysztof Piesiewicz är medlem av det polska parlamentet som representant för partiet Ruch Społeczny (RS).